# Fiction Man
Fiction Man è il quarto album in studio long playing di Robert Pollard, membro fondatore dei Guided by Voices; venne pubblicato nel 2004 sia in vinile che in CD negli Stati Uniti d'America dalla Fading Captain Series. Il produttore Todd Tobias suona quasi tutti gli strumenti dell'album il quale fu anche il primo di una lunga collaborazione tra i due che continuerà in futuro nei successivi album da solista di Pollard.

## Tracce
Lato A
1. Run Son Run
2. I Expect a Kill
3. Sea of Dead
4. Children Come on
5. The Louis Armstrong of Rock and Roll
6. Losing Usage
7. Built to Improve

Lato B
1. Paradise Style
2. Conspiracy of Owls
3. It's Only Natural
4. Trial of Affliction and Light Sleeping
5. Every Word in the World
6. Night of the Golden Underground
7. Their Biggest Win

## Musicisti
- Todd Tobias: strumentazione
- Robert Pollard: voce